# Iryna Vilde
Daryna Dmytrivna Polotniuk (nascuda Makohon) (Txernivtsi, aleshores Àustria-Hongria, 5 de maig de 1907 – Lviv, 30 d'octubre de 1982), més ben coneguda pel seu nom de ploma Iryna Vilde (en ucraïnès: Ірина Вільде), fou una escriptora i reportera ucraïnesa i soviètica. Actualment les obres de Vilde són considerades clàssics de la literatura ucraïnesa.

## Biografia
Els seus pares eren Adolphina Janiszewska i Dmytro Makohon, tots dos mestres d'escola i ell també escriptor. El 1927 es va graduar en una escola privada d'Stanislav. Expulsada de l'escola el 1930 com a part de l'operació de pacificació anti-Ucraïna, es va graduar el 1932 a la Universitat de Joan II Casimir a Lwow (avui Universitat de Lviv).
Des de 1944 i fins al final de la vida, va viure a Lviv i va treballar com a reportera al diari Pravda Ukrayiny (La veritat d'Ucraïna) entre 1945 i 1949. Va ser membre de la Unió dels Escriptors i en va dirigir la delegació a la eva ciutat. Va morir després d'una llarga malaltia i va ser enterrada al Cementiri de Lychakiv, a Lviv.
Vilde va estar casada amb Yevhen Polotniuk, que el 1943 va ser executat per la Gestapo. Amb Polotniuk va tenir dos fills.

## Carrera literària
Poc després de graduar-se es va posar a treballar, primer a la ciutat de Kolomyia, on va formar part de la redacció de la revista Zhinocha dolia (El destí de les dones) (1933-1939), i va ser la redactora en cap del suplement mensual d'aquesta revista, El món de la joventut. Paral·lelament va publicar també al diari Dilo, a les revistes Nazustrich i Novyy chas.
Des de 1930 fins a 1939, va publicar una sèrie de contes i novel·les sobre la vida de la intel·lectualitat ucraïnesa occidental, la petita burgesia i els estudiants. El primer conte de la jove escriptora, Povist zyttia (El conte de la vida, més tard conegut com El poema de la vida), va aparèixer imprès l'any 1930. El 1935 va publicar la novel·la Metelyky na shpyl'kakh (Papallones amb talons) amb el pseudònim Iryna Vilde.
Durant el període de guerra, i després de la unificació d'Ucraïna Occidental amb l'RSS d'Ucraïna, va continuar descrivint els temes familiars de la societat burgesa. Les seves obres contenen un gran nombre de personatges —protagonistes de tots els àmbits públics de Galítsia— del clergat, els treballadors, els obrers, la pagesia, la petita burgesia, així com informació sobre les activitats de diversos partits i organitzacions públiques, la política de l'administració polonesa, l'economia, l'educació i la cultura. Entre aquestes obres hi ha l'antologia de contes Khymerne sertse (El cor capritxós, 1936), el conte Povnolitni dity (Nens grans, 1939) i B'ie vos' ma (El rellotge toca les vuit, 1936).
Les seves obres de postguerra inclouen: Nashi ratpenat'ky roziishlysia (Els nostres pares s'han separat, 1946), Iii portret (El seu retrat 1948), Stezhynamy zhyttia (Camins de vida, 1949), Ti z Kowalskoi (Els de Kowalska, 1947), Iabluni zatsvily vdruhe (Les pomeres han tornat a florir, 1949), Povisti ta opovidannia (Contes i Narracions 1949), Zhyttia til'ky pochynaiet'sia (La vida tot just comença, 1961), Troiandy i ternia (Roses i espines, 1961), la novel·la Sestry Richynski (Les germanes Richyn, 2 vols, 1958, 1964), o també Lyudsʹke teplo (La calor humana, 1964) i Zbirka lirychnykh miniatyur «Okrushyny» (Col·lecció Miniatures líriques d'Okrushina, 1969), entre d'altres.

## Premis i honors
Vilde ha estat guardonada amb els premis literaris que porten el nom d'Ivan Frankó, de l'Associació d'Escriptors i Periodistes de Lviv, per la seva novel·la Sestry Richynski (Les germanes Richynski). I també el premi Taràs Xevtxenko. El 1965 va rebre l'Orde de la Insígnia d'Honor.